# Meta Heusser-Schweizer
Meta Heusser-Schweizer (Hirzel, 6 aprile 1797 – Hirzel, 2 gennaio 1876) è stata una poetessa svizzera famosa per aver dato i natali alla scrittrice elvetica Johanna Spyri, nota al mondo per aver scritto la saga di "Heidi".
Federico Dalle Carbonare